# Beezeberg
Beezeberg (lb. Beezebierg) – mała miejscowość (lieu-dit) we wschodnim Luksemburgu, w kantonie Mersch, w gminie Heffingen. Do 3 października 2015 miejscowość leżała w dystrykcie Luksemburg. Liczy 55 mieszkańców (1 stycznia 2023). 